# Cerkiew św. Michała Archanioła w Topoľi
Cerkiew św. Michała Archanioła w Topoľi – zabytkowa greckokatolicka cerkiew filialna parafii Topoľa. Należy do dekanatu Snina w archieparchii preszowskiej Kościoła katolickiego obrządku bizantyjsko-słowackiego. 
Cerkiew powstała w unikatowym typie cerkwi karpackich charakterystycznym dla okolic Sniny i razem z dzwonnicą posiadają status Narodowego Zabytku Kultury.

## Historia
Cerkiew została wzniesiona około 1700. Remontowana na początku XXI wieku.

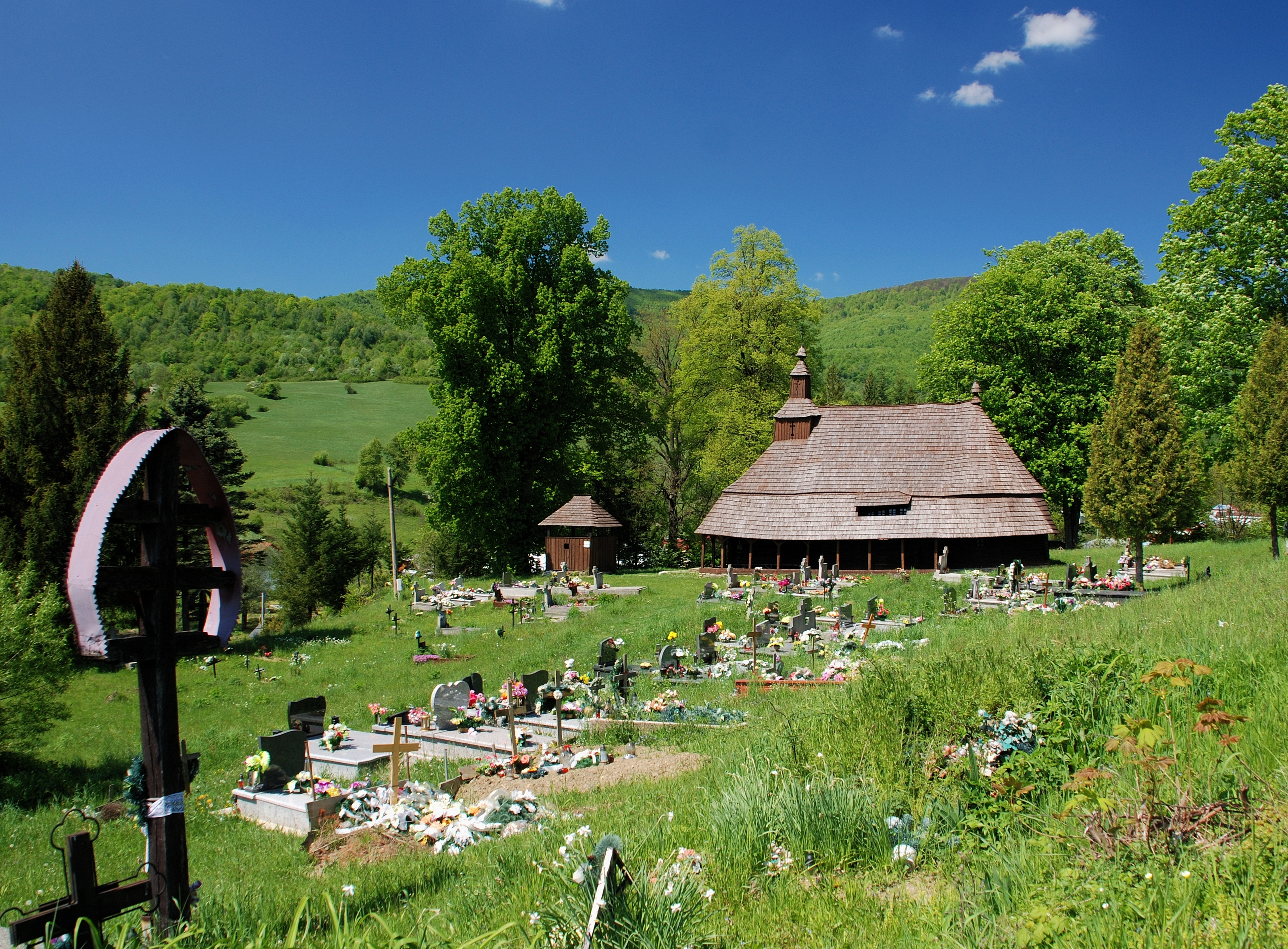
Widok ogólny
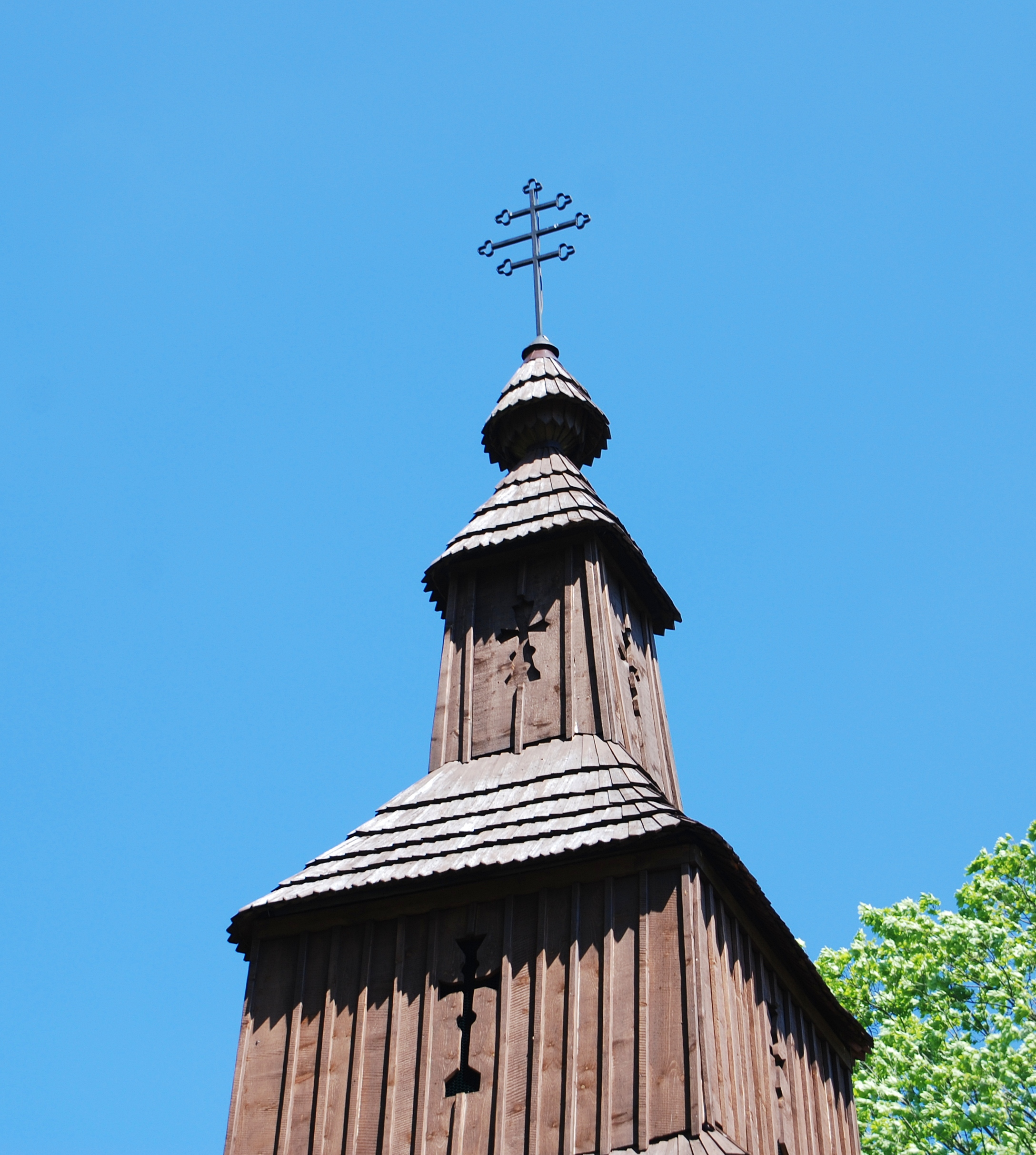
Wieża nad babińcem
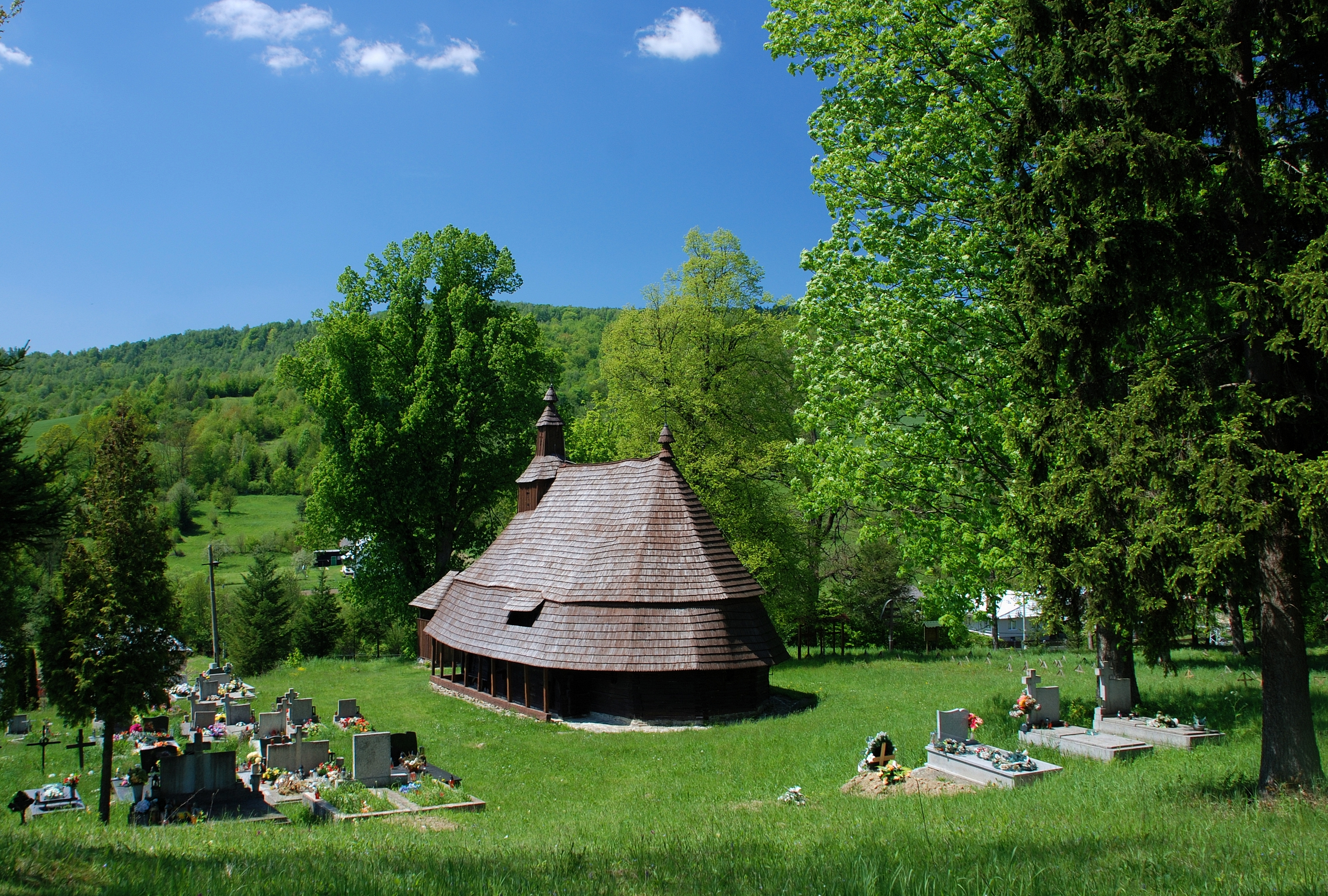
Widok od strony prezbiterium

## Architektura i wyposażenie
Jest to cerkiew drewniana o konstrukcji zrębowej, orientowana posadowiona na niskich kamiennych fundamentach. Budowla o halowej trójdzielnej strukturze: do zamkniętego trójbocznie prezbiterium przylega szersza kwadratowa nawa, od zachodu babiniec. Na zrębie babińca posadowiona wieża, na której wisiały pierwotnie trzy dzwony. Nad sanktuarium mała wieżyczka z krzyżem. Całość przykryta masywnym piramidalnym dachem jednokalenicowym, z dodatkowym okapem wspartym na słupach i rysiach. Obiekt pokryty gontem. 
Wewnątrz w nawie pozorne sklepienie kolebkowe, a w prezbiterium i babińcu stropy płaskie. W prezbiterium barokowy ołtarz główny z XVIII wieku z ikoną Zdjęcia z Krzyża, w nawie czteropiętrowy kompletny ikonostas barokowy z pierwszej połowy XVIII wieku z chramową ikoną Soboru św. Michała Archanioła i ramami w zielonym kolorze. Nawę od babińca oddziela wsparty na słupach pokaźnych rozmiarów chór muzyczny.

## Wokół cerkwi
Obok cerkwi drewniana dzwonnica na kamiennym podmurowaniu konstrukcji słupowo–ramowej z połowy XX wieku, bez dzwonów, które zostały przeniesione do nowej cerkwi parafialnej z 1994. Na gontowym dachu prosty krzyż metalowy. Na południe od świątyni cmentarz przycerkiewny, z kolei po północnej stronie cmentarz z I wojny światowej.

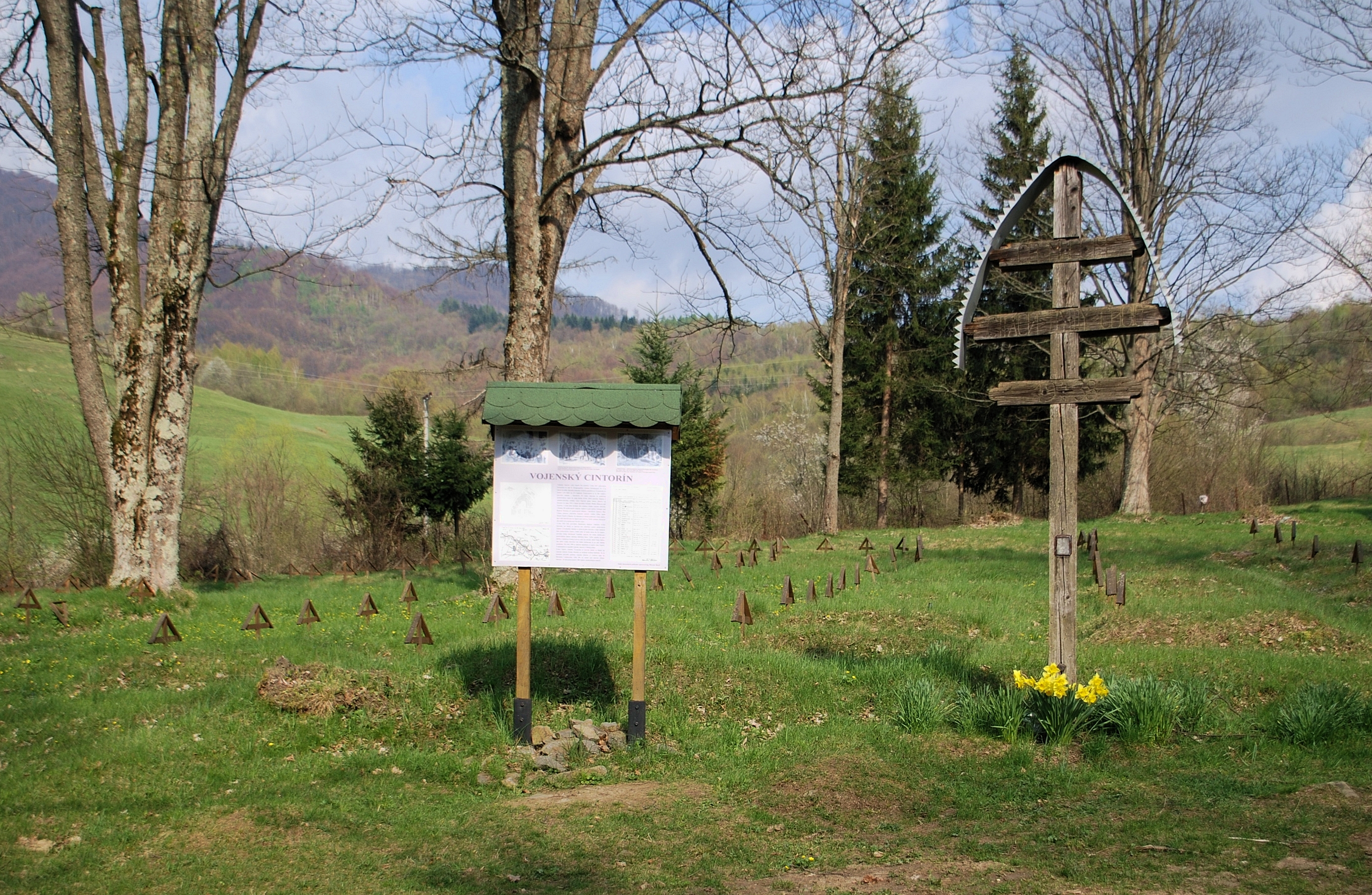
Obok cerkwi-cm. wojskowy
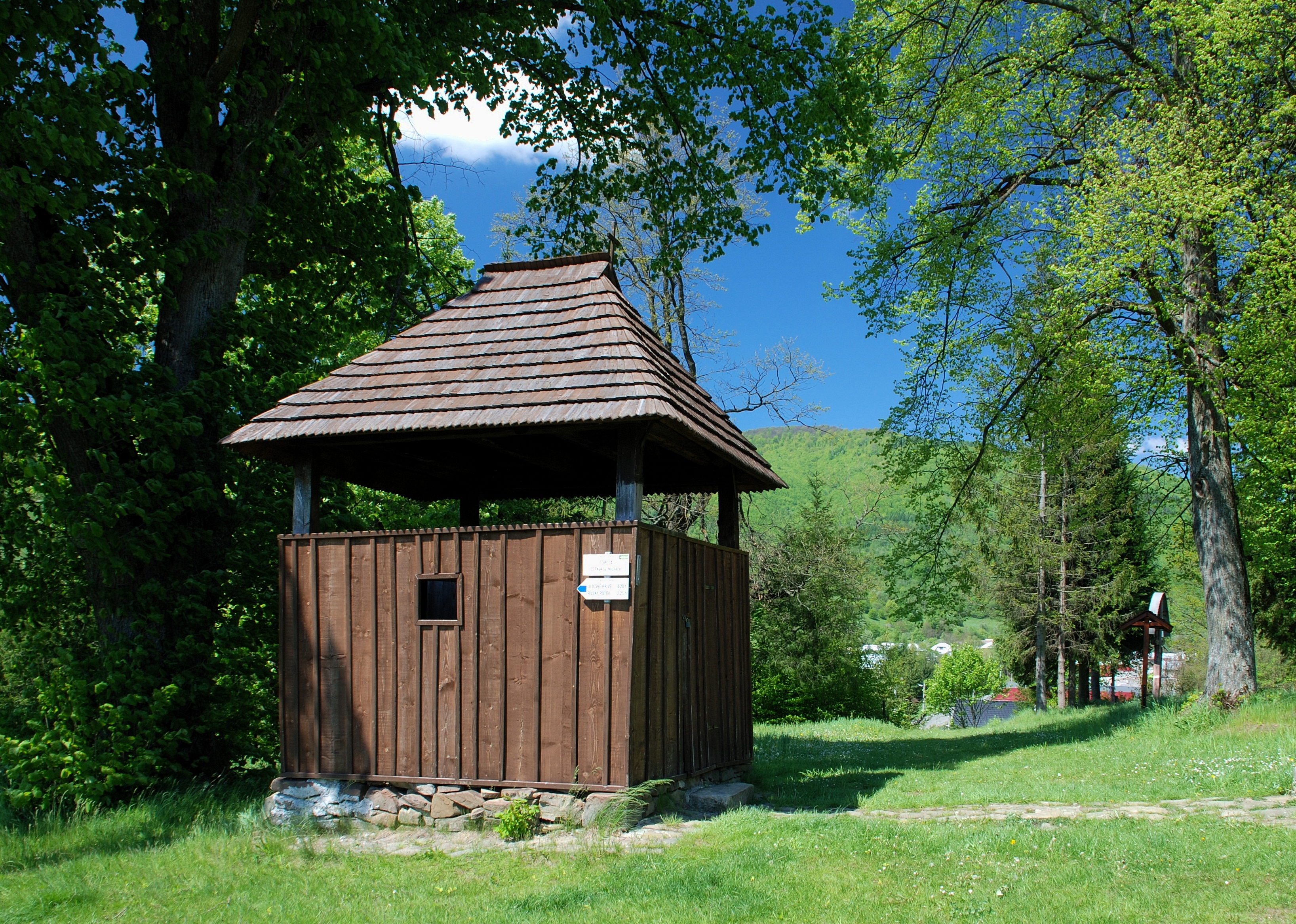
Dzwonnica
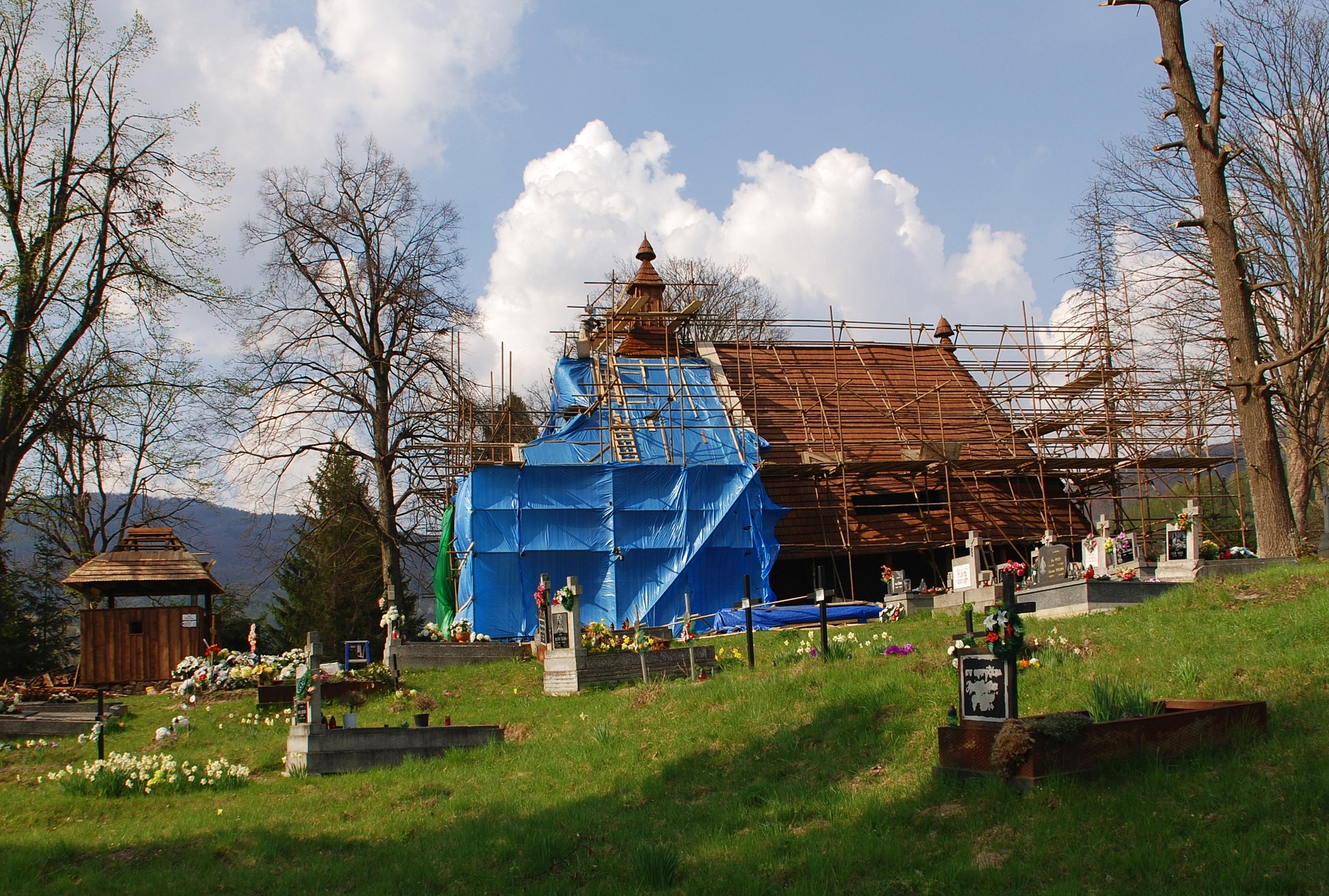
Remont 2010

## Turystyka
Cerkiew jest obiektem rozpoczynającego się tutaj szlaku turystycznego:
 Szlaki piesze 
- Szlak Ikon: Uličské Krivé - Sedlo pod Veżonu (500 m) - Ruský Potok (443 m) - Sedlo pod Kyćerou (660 m) - Topoľa, pomnik ks. Alesandra Duchnovića (393 m)[4].